# Lomitapide
Lomitapide (INN, được bán trên thị trường là Juxtapid ở Mỹ và Lojuxta ở EU) là một loại thuốc dùng làm thuốc hạ lipid máu để điều trị chứng tăng cholesterol máu gia đình, được phát triển bởi Aegerion Enterprises. Nó đã được thử nghiệm trong các thử nghiệm lâm sàng dưới dạng điều trị đơn lẻ và kết hợp với atorvastatin, ezetimibe và fenofibrate.
Cơ quan Quản lý Thực phẩm và Dược phẩm Hoa Kỳ (FDA) đã phê duyệt lomitapide vào ngày 21 tháng 12 năm 2012, là một loại thuốc mồ côi để giảm cholesterol LDL, cholesterol toàn phần, apolipoprotein B và cholesterol lipoprotein không mật độ cao (không phải HDL) ở bệnh nhân tăng cholesterol máu gia đình đồng hợp tử (HoFH).
Vào ngày 31 tháng 5 năm 2013, Ủy ban Châu Âu về các sản phẩm thuốc cho con người (CHMP) đã thông qua một ý kiến tích cực với một cuộc bỏ phiếu nhất trí khuyến nghị một ủy quyền tiếp thị cho lomitapide. Vào ngày 31 tháng 7 năm 2013 Ủy ban châu Âu phê duyệt lomitapide như một thuốc hỗ trợ cho chế độ ăn kiêng ít chất béo và các sản phẩm thuốc hạ lipid máu khác có hoặc không có mật độ lipoprotein thấp (LDL) apheresis ở bệnh nhân người lớn với HoFH.

## Cơ chế hoạt động
Lomitapide ức chế protein chuyển triglyceride microsome (MTP hoặc MTTP) cần thiết cho sự lắp ráp và bài tiết lipoprotein mật độ rất thấp (VLDL) ở gan.
Vào ngày 24 tháng 12 năm 2012, nhà sản xuất thuốc Aegerion tuyên bố họ đã được FDA chấp thuận là "một biện pháp bổ sung cho chế độ ăn ít chất béo và các phương pháp điều trị hạ lipid máu khác... ở những bệnh nhân bị tăng cholesterol máu gia đình đồng hợp tử (HoFH)." 

## Tác dụng phụ
Trong một nghiên cứu pha III, lomitapide dẫn đến tăng nồng độ aminotransferase và tích tụ chất béo trong gan.